# John Oulton Wisdom
Ne pas confondre avec son cousin, le professeur John Wisdom qui partage des centres d'intérêt similaires.
Pour les articles homonymes, voir Wisdom.
John Oulton Wisdom, né le 29 décembre 1908 à Dublin et mort le 30 janvier 1993 à Castlebridge dans le comté de Wexford, est un philosophe irlandais.

## Biographie
John Oulton Wisdom naît le 29 décembre 1908 à Dublin.
Il étudie à la Earlsfort House School, puis au Trinity College de Dublin, sous la direction du chercheur hégélien H. S. Macran. Il obtient son diplôme du Trinity College en 1931, poursuivant ses études de troisième cycle en philosophie jusqu'en 1933, quand il obtient un doctorat en soutenant une thèse sur Hegel. Il s'installe ensuite à Cambridge.
En décembre 1948, J.O. Wisdom rejoint Karl Popper (nommé en 1946), comme philosophe à la London School of Economics (LSE). D'abord nommé assistant à la LSE, Wisdom a été nommé maître de conférences en 1953, poste qu'il conserve jusqu'en 1965. Il est également rédacteur en chef du British Journal for the Philosophy of Science (en) de 1952 à 1963. 
Il était un contributeur important à la philosophie épistémologique et aussi à la psychosomatique.
Il meurt le 30 janvier 1993 à Castlebridge, dans le comté de Wexford.

## Publications
- (en) Causation and the Foundations of Science, Paris, Hermann, 1946
- (en) The Metamorphosis of Philosophy, Le Caire, University Microfilms, 1947
- (en) Foundations of Inference in Natural Science, 1952
- (en) The Unconscious Origin of Berkeley's Philosophy, 1953
- (en) Philosophy and its Place in our Culture, 1975
- (en) Philosophy of the Social Sciences, Aldershot, 1987
- (en) Freud, Women, and Society, Transaction Publishers, 1992, 149 p.